# 辽州文庙
37°04′32″N 113°22′09″E / 37.07556°N 113.36917°E
辽州文庙位于中国山西省左权县辽阳镇辽阳街81号，现又称左权文庙，原构仅存大成殿，2006年被列为第六批全国重点文物保护单位。
辽州文庙始建年代不详，大成殿重建于元大德元年，其它建筑为现代重建。大成殿坐北朝南，面阔五间，进深三间，占地458.9平方米，重檐歇山顶，副阶周匝，柱头卷杀明显，梁架结构为四椽栿对乳栿通檐用三柱。